# Омеляновка (Житомирская область)
Омеляновка (укр. Омелянівка) — село на Украине, находится в Малинском районе Житомирской области.
Код КОАТУУ — 1823482806. Население по переписи 2001 года составляет 10 человек. Почтовый индекс — 11600. Телефонный код — 4133. Занимает площадь 0,279 км².

## Адрес местного совета
11640, Житомирская область, Малинский р-н, с. Головки